# Idaea speudodegenaria
Idaea speudodegenaria är en fjärilsart som beskrevs av Eugen Wehrli 1926. Idaea speudodegenaria ingår i släktet Idaea och familjen mätare. Inga underarter finns listade i Catalogue of Life.